# Magyar Nemzeti Parkok Hete

## Előzmények
Zöld Turizmus éve 2007
A Magyar Turizmus Zrt. belföldi marketingtevékenységét 2007-ben egy kiemelt termékre, a zöldturizmusra koncentrálva fejtette ki, melynek során különös hangsúly került a nemzeti parkokra, a természetjárásra, a kerékpározásra, a vízi- és a lovas turizmusra. 2006-ban, a zöldturizmus témakörében végzett kutatásból kiderült, hogy a kampányt megelőző három évben a magyar lakosság közel fele egyetlen magyarországi nemzeti parkban sem járt, és nem szokott túrázni vagy lovagolni sem. A kampányév ezen szeretett volna változtatni, többféle kampányelemmel, rendezvényekkel, kiadványokkal, kedvezményekkel.
Európai Nemzeti Parkok Napja
A Magyar Nemzeti Parkok Hete kezdeményezés szorosan összefügg az Európai Nemzeti Parkok Napjával is, melyet az első európai nemzeti park (Svédország, 1909) létrehozásának napján, minden év május 24-én ünnepelünk 1999 óta. Az Európai Nemzeti Parkok Napja kezdeményezés arra irányul, hogy minél többen, minél szélesebb körben ismerjék meg, fedezzék fel a kezdeményezéshez csatlakozó országok természeti értékeit. A Magyar Nemzeti Parkok Hete nagyközönségi hétvégéje, valamint az ezt követő hét is ezt a célt szolgálja.

## Magyar Nemzeti Parkok Hete rendezvény célja, programjai
A Zöld Turizmus 2007 kampány keretén a Magyar Turizmus Zrt. az Önkormányzati és Területfejlesztési Minisztériummal, a Környezetvédelmi és Vízügyi Minisztériummal, a nemzeti park igazgatóságokkal és a szakmai szervezetekkel együttműködésben rendezte meg első alkalommal a Magyar Nemzeti Parkok Hete rendezvényt. Az események az volt a célja, hogy a hazai lakosságot arra buzdítsa, hogy útnak induljon és megismerje Magyarország természeti szépségeit.
A június közepén megrendezett Magyar Nemzeti Parkok Hete rendezvénysorozat, többféle programból épült fel. A központi nyitóhétvégén természetvédelmi és ökoturisztikai konferencia várta a szakembereket, míg a nagyközönségi napokon az érdeklődők az úgynevezett „zöld forgatag” keretében ismerkedhettek meg hazánk mind a 10 nemzeti parkjával, a nemzeti parkok ökoturisztikai kínálatával. Betekinthettek a hagyományőrző kézművesek munkájába,  bioétel-kóstolón, játékos természetismereti vetélkedőn, geocaching és nordic walking bemutatón vehettek részt. Ezen kívül kedvezményes barlangtúra is várta a látogatókat.
A Nagyközönségi hétvégét követő héten valamennyi nemzeti parkban és további védett természeti területeken aktív, ökoturisztikai és kulturális programkínálat, családbarát programok, mérsékelt árú belépők és kedvezmények, különleges előadások és extra programok várták a természetjárókat és mindazokat, akik szeretnék közvetlenül is megismerni hazánk természeti és kultúrtörténeti örökségét.
A Magyar Nemzeti Parkok Hete szellemisége és a rendezvény alapvető tematikája 2007 óta töretlen. 
A nyár elején megrendezett rendezvénysorozat programkínálata 2013 óta a Nemzeti Parki Termék védjeggyel rendelkező kézművesek, termelők kitelepülésével is bővült, valamint ettől a dátumtól kezdődően a rendezvény valamely térségi rendezvényhez is kapcsolódva kíván minél több érdeklődőt megnyerni a természeti értékek megismerésének.

## A Magyar Nemzeti Parkok Hete rendezvénysorozat időpontjai és helyszínei
A Magyar Nemzeti Parkok központi nyitóhétvégéje szinte minden évben más-más nemzeti park igazgatóság működési területén kerül megrendezésre, ezzel is elősegítve az ország minél teljesebb körű megismerését.
- 2007: Budapest
- 2008: Budapest
- 2009: Tihany
- 2010: Őriszentpéter
- 2011: Pécs
- 2012: Aggtelek
- 2013: Debrecen, kapcsolódva a Debreceni Pulyka Napok és a Debreceni Ünnepi Könyvhét rendezvényeihez
- 2014: Tata, kapcsolódva a Tatai Sokadalom népművészeti fesztiválhoz
- 2015: Békéscsaba, kapcsolódva a Csabai Sörfesztivál és Csülökparádéval egy időben megrendezésre kerülő Kárpát-medence Nemzeti Értékei és Hungarikumai Kiállítás és Vásárhoz.
- 2016: Debrecen, kapcsolódva a I. Hortobágy házhoz jön! – pusztai kínáló- elnevezésű kulturális és gasztronómiai programsorozathoz és a IX. Nemzetközi Fazekas Fesztiválhoz
- 2017: Eger, kapcsolódva a Kaláka fesztiválhoz